# Steve Zakuani
Steve Zakuani (Kinshasa, Zaire, actual República Democrática del Congo; 9 de febrero de 1988) es un exfutbolista anglocongoleño. Jugaba de centrocampista y delantero y su último equipo fue el Portland Timbers de la Major League Soccer. Zakuani anunció su prematuro retiro del fútbol profesional a sus 26 años en octubre de 2014, luego de que una serie de lesiones lo dejaron fuera de la cancha por largos periodos de tiempo en los últimos cuatro años.

## Inicios
Zakuani nació en Zaire y emigró a Londres como un niño con su familia. Jugó para el equipo juvenil de Arsenal FC hasta que tenía 14 años. Jugó Independent Football Academy desde 2004 al 2007. En 2007, asistió a la Universidad de Akron en Estados Unidos. Jugó por el equipo de Universidad de Akron. Tenía 20 goles y 7 asistencias. Fue finalista para el Trofeo Hermann.

## Trayectoria

### Inicios
En 2008, Jugó Cleveland Internationals en el USL Premier Development League.

### Seattle Sounders FC
Fue seleccionado por Seattle Sounders FC como el número uno de selección en SuperDraft 2009. En 19 de marzo de 2009, debutó contra el New York Red Bulls en el sexagésimo octavo minuto de juego. Marcó su primer gol en contra Toronto FC en 4 de abril de 2009.